# Livländische Gemeinnützige und Ökonomische Sozietät
Die Livländische Gemeinnützige und Ökonomische Sozietät (estn. Liivimaa Üldkasulik ja Ökonoomiline Sotsieteet; russ. Лифляндское общеполезное экономическое общество) mit Sitz in Dorpat (Jurjew / Tartu) in Livland wurde 1792 in Riga gegründet.

## Geschichte
Die von 1792 bis 1939 bzw. 1940 in Livland und Estland bestehende (kaiserliche) Gesellschaft war die älteste wissenschaftliche Organisation der Ostseegouvernements im Russischen Kaiserreich.
Sie war – wie ihre Pendants in Estland und Kurland – eine Gesellschaft, die sich um gemeinnützige und wirtschaft- und gewerbefördernde Belange der baltischen Provinz Livland des Russischen Reiches kümmerte.
Die Baltische Wochenschrift war das Organ des Estländischen Landwirtschaftlichen Vereins, der Kurländischen Ökonomischen Gesellschaft und der Kaiserlichen Livländischen Gemeinnützigen und Ökonomischen Sozietät. Sie behandelte die baltischen Provinzen des Russischen Reiches betreffende Fragen zur Land-, Forst- und Fischwirtschaft, (Nutz-)Tierzucht und -haltung, Handel und Gewerbe usw., außerdem lieferte sie zahlreiche Buchbesprechungen und Nekrologe.
Eine der wichtigsten Filialvereine war die Dorpater Naturforscher-Gesellschaft bei der Universität Dorpat / Jurjew / Tartu (gegründet 1853), die Sitzungsberichte (SDNG) veröffentlichte.

## Publikationen (Auswahl)
- Baltische Wochenschrift für Landwirtschaft, Gewerbefleiß und Handel (1863–1915)
- Livländische Jahrbücher der Landwirtschaft (1825–1863)
- Sitzungsberichte der Dorpater Naturforscher-Gesellschaft (SDNG)[3]
- Alexander von Tobien: Die Agrarzustände Livlands in der Beleuchtung des Herrn Semzew. Riga: Verlag von G. Loeffler, 1908 (Sonderabdruck aus der Baltischen Wochenschrift für Landwirtschaft, Gewerbe und Handel, Organ des Estländischen Landwirtschaftlichen Vereins, der Kurländischen Ökonomischen Gesellschaft und der Kaiserlichen Livländischen Gemeinnützigen und Ökonomischen Sozietät)